# Mopipi
Mopipi – wieś w Botswanie w dystrykcie Central. Według spisu ludności z 2011 roku wieś liczyła 3912 mieszkańców.